# أرواح وأشباح (كتاب)
أرواح وأشباح هو أحد كتب أنيس منصور الشهيرة. ويتناول الكتاب كما هو واضح من اسمه قصص الأرواح والأشباح التي شاعت حول العالم، وبالتواريخ والأماكن والأسماء الحقيقية. إضافة إلى الظواهر الغريبة التي لم يتم تفسيرها مثل مثلث برمودا واختفاء الأشخاص والطائرات والسفن والحوادث الغامضة وغيره من الظواهر التي حيرت البشر ولم يتم حلها.
يتميز الكتناب بسرد قصص قصيرة تروي أحداث غاية في الغرابة، ولكنها تمتزج بالرعب.

## فصول الكتاب
- الباب الأول (أرواح و أشباح)

1. ظهرت بنت نفرتيتي في لندن
2. وإنعقدت المحكمة في الظلام . وكانت البراءة
3. سيدة بيضاء .. تحت وفوق أشجار الزيتون
4. جمعية الأدباء الصامتين حتى الموت
5. الذي كان يصرخ الف يوم
6. ولما رآها حارس نابليون هرب ؟
7. أقسى احتفال بعام جديد ؟
8. وانحنى على ملابس الملك يقبلها ثم اختفى
9. لوحة بريشة فنان وقلم أديب
10. بالضبط كما رآه في النوم
11. فقط هذا الكلب الأسود
12. عاد ليقول مالذي رآه بعد الموت
13. أصابع الديك الرومي على كتفيه
14. بشرط واحد .. ألا تخاف
15. في رأس الملكة في ذلك اليوم
16. وكانت الدبلة الذهبية في عنق عصفور
17. ينمو الشجر في كف الحجر
18. وفجأة سقطت كل ملابسه ... فحكم بالبراءة
19. يكفي جدا : غرفة ومنضدة ومقعدان

- الباب الثاني (أيها الإنسان أنت معجزة)

1. نزيف من النور
2. إذا ضربت الطفل بكت أمه
3. لم تعد تقرأ بأصابع قدميها
4. الفراعنة عرفوا هذه العصا السحرية
5. يطهر في مكانين في وقت واحد
6. نعم كنت هنا من قبل
7. مصري هبط من كوكب الزهرة
8. حكمة الثعبان وحيوانات أخرى
9. (وردة المصرية) تصلي في متحف القاهرة
10. من أجله تتوقف الدماء
11. وجاءت فتاة أخرى إلى القاهرة و اختفت
12. نصب تذكاري لمجهول قتله مجهول لأسباب مجهولة
13. دائما تختفي الصورة من البرواز
14. من هو الذي يحرك التوابيت
15. شيء مكتوب على بيض الدجاج
16. من فتحة في قناع على وجه أعمى